# Thorleif Holbye
Thorleif H. Holbye (Oslo, 29 d'abril de 1883 - Oslo, 19 d'octubre de 1959) va ser un regatista noruec que va competir a començaments del segle xx.
El 1920 va prendre part en els Jocs Olímpics d'Anvers, on va guanyar la medalla d'or en els 8 metres (1907 rating) del programa de vela, a bord de l'Irene.